# Strage di Thousand Oaks
La strage di Thousand Oaks (in inglese: Thousand Oaks shooting) è stata una strage consumatasi nella città californiana di Thousand Oaks il 7 novembre 2018.
Le vittime sono state 13, tra cui l'attentatore, mentre i feriti sono stati 16.
Il giorno successivo la polizia ha identificato l'attentatore: Ian David Long, un ventottenne veterano di guerra del Corpo dei Marines, impiegato in Afghanistan tra il 2010 e il 2011.

## La strage
Verso le 23:20 (UTC-8) presso il Borderline Bar and Grill, locale di Thousand Oaks, un uomo armato con una pistola semiautomatica calibro 45 equipaggiata con un mirino laser e un caricatore più capiente ha ucciso una guardia all'esterno dell'edificio irrompendo all'interno dell'edificio e uccidendo impiegati e studenti lì presenti, approfittando della confusione provocata dai fumogeni lanciati nella sala.
Tre minuti dopo la chiamata al 911 un sergente dello sceriffo di contea, Ron Helus, e due ufficiali della polizia statale hanno raggiunto il locale e dopo essere entrati hanno ingaggiato un conflitto a fuoco con l'attentatore. Durante la sparatoria il sergente Helus è stato ucciso da alcuni colpi sparati sia dagli ufficiali che dall'attentatore. In seguito al ferimento del sergente gli ufficiali sono usciti, per poi essere raggiunti da un'unità SWAT e altre unità della polizia che, rientrate nel locale, hanno ritrovato il cadavere di David Long nella cucina del locale.

## Vittime
In totale le vittime della strage sono state 13 (incluso l'attentatore), rendendola la decima strage per numero di vittime dal 1991 (alla pari con quella di Columbine, in Colorado). Di questi 13: nove erano uomini e tre donne.
Si trattava di sette studenti del college, di una matricola universitaria, del sergente Ron Helus, del buttafuori, Sean Adler, e di due veterani di guerra, di cui uno era un sopravvissuto alla strage di Las Vegas dell'anno precedente.
Tutte le vittime, di nazionalità statunitense, sono state uccise da colpi di pistola fatta eccezione per una vittima accoltellata al collo.